# Ulvstorp
Ulvstorp är en bebyggelse i Jönköpings kommun belägen vid Ulvstorpasjön.
SCB klassade den som en småort för att 2018 räkna den som en del av tätorten Hulukvarn, Ulfstorp och Västersjön.